# Cròs de Giurand
Cròs de Giurand (oficialment Cros-de-Géorand) és un municipi francès situat al departament de l'Ardecha i a la regió d'Alvèrnia-Roine-Alps. L'any 2007 tenia 186 habitants.

## Demografia

### Població
El 2007 la població de fet de Cros-de-Géorand era de 186 persones. Hi havia 98 famílies de les quals 47 eren unipersonals (21 homes vivint sols i 26 dones vivint soles), 21 parelles sense fills, 13 parelles amb fills i 17 famílies monoparentals amb fills.
La població ha evolucionat segons el següent gràfic:
Habitants censats

### Habitatges
El 2007 hi havia 251 habitatges, 98 eren l'habitatge principal de la família, 143 eren segones residències i 11 estaven desocupats. 222 eren cases i 30 eren apartaments. Dels 98 habitatges principals, 74 estaven ocupats pels seus propietaris, 13 estaven llogats i ocupats pels llogaters i 11 estaven cedits a títol gratuït; 1 tenia una cambra, 6 en tenien dues, 28 en tenien tres, 35 en tenien quatre i 28 en tenien cinc o més. 86 habitatges disposaven pel capbaix d'una plaça de pàrquing. A 54 habitatges hi havia un automòbil i a 32 n'hi havia dos o més.

### Piràmide de població
La piràmide de població per edats i sexe el 2009 era:
| Homes | Edats   | Dones |
| ----- | ------- | ----- |
| 4     | 95 o +  | 0     |
| 0     | 90 a 94 | 0     |
| 0     | 85 a 89 | 4     |
| 0     | 80 a 84 | 4     |
| 20    | 75 a 79 | 8     |
| 16    | 70 a 74 | 16    |
| 0     | 65 a 69 | 16    |
| 8     | 60 a 64 | 4     |
| 8     | 55 a 59 | 8     |
| 0     | 50 a 54 | 4     |
| 8     | 45 a 49 | 4     |
| 8     | 40 a 44 | 4     |
| 16    | 35 a 39 | 4     |
| 0     | 30 a 34 | 0     |
| 8     | 25 a 29 | 4     |
| 4     | 20 a 24 | 0     |
| 4     | 15 a 19 | 0     |
| 8     | 10 a 14 | 4     |
| 4     | 5 a 9   | 4     |
| 4     | 0 a 4   | 0     |

## Economia
El 2007 la població en edat de treballar era de 108 persones, 70 eren actives i 38 eren inactives. De les 70 persones actives 68 estaven ocupades (47 homes i 21 dones) i 2 estaven aturades (1 home i 1 dona). De les 38 persones inactives 15 estaven jubilades, 9 estaven estudiant i 14 estaven classificades com a «altres inactius».

### Ingressos
El 2009 a Cros-de-Géorand hi havia 83 unitats fiscals que integraven 163 persones, la mediana anual d'ingressos fiscals per persona era de 10.384 €.

### Activitats econòmiques
Dels 17 establiments que hi havia el 2007, 1 era d'una empresa extractiva, 1 d'una empresa de fabricació d'altres productes industrials, 3 d'empreses de construcció, 1 d'una empresa de comerç i reparació d'automòbils, 6 d'empreses d'hostatgeria i restauració, 1 d'una empresa d'informació i comunicació, 1 d'una empresa immobiliària, 1 d'una empresa de serveis, 1 d'una entitat de l'administració pública i 1 d'una empresa classificada com a «altres activitats de serveis».
Dels 4 establiments de servei als particulars que hi havia el 2009, 1 era un paleta, 1 guixaire pintor, 1 fusteria i 1 restaurant.
L'únic establiment comercial que hi havia el 2009 era una carnisseria.
L'any 2000 a Cros-de-Géorand hi havia 29 explotacions agrícoles que ocupaven un total de 1.078 hectàrees.

## Poblacions més properes
El següent diagrama mostra les poblacions més properes.